# Villancicos de todas las épocas
Villancicos de todas las épocas o simplemente Villancicos es una Reproducción Extendida «EP» de la cantante colombiana Sara Tunes lanzado como trabajo discográfico debut de la cantante el 4 de marzo de 2003 (solo en Medellín y Bogotá), que llegó a comercializarse en la temporada navideña (noviembre-diciembre).

## Lista de canciones
1. El tamborilero con Clara Luna
2. Campana sobre campana
3. Los peces en el río
4. Mi burrito sabanero con Clara Luna
5. Cantos de Navidad
6. Tutaina con Clara Luna
7. Muñeco de Nieve en Navidad con Clara Luna
8. La Natilla
9. El coro de la Navidad

- Datos: Q9094067